# Gregory G. Garre

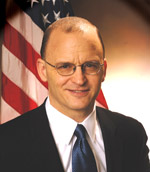
Gregory G. Garre

Gregory G. Garre (* 1. November 1964 in Berwyn, Chester County, Pennsylvania) ist ein US-amerikanischer Jurist und ehemaliger United States Solicitor General.

## Biografie
Nach dem Schulbesuch studierte er zunächst die Verwaltungswissenschaften am Dartmouth College und schloss dort 1987 mit einem Bachelor of Arts (B.A. Government) ab. Ein anschließendes Postgraduiertenstudium der Rechtswissenschaften am Law Center der George Washington University beendete er 1991 mit einem Juris Doctor (J.D.). Danach war er zunächst Protokollführer (Clerk) von Anthony Joseph Scirica, einem Richter am 3. Bundesberufungsgericht mit Sitz in Philadelphia und von 1992 bis 1993 von William H. Rehnquist, dem Obersten Bundesrichter. 1994 wurde er Partner der Anwaltskanzlei Hogan & Hartson, der ältesten und größten Kanzlei in Washington, D.C., und war dort nach seiner Zulassung als Rechtsanwalt im District of Columbia am 4. Februar 1994 bis 2000 tätig.
2000 wurde er dann Mitarbeiter im Justizministerium der Vereinigten Staaten und war dort Assistent von Solicitor General Seth P. Waxman. Nach seinem Ausscheiden 2004 kehrte er zunächst wieder als Partner in die Kanzlei Hogan & Hartson zurück. 2005 wurde er zuerst Stellvertretender (Deputy) Solicitor General und übernahm 2008 zunächst kommissarisch das Amt des Solicitor General, ehe ihn US-Präsident George W. Bush im Juni 2008 zum Solicitor General berief. Diese Position bekleidete er bis zum Ende von Bushs Amtszeit im Januar 2009.
Nach seinem Ausscheiden aus dem Regierungsdienst wurde Gregory Garre Partner der Anwaltskanzlei Latham & Watkins.